# Incognita uomo
Incognita uomo (Who?) è un romanzo fantascientifico dello scrittore statunitense Algis Budrys pubblicato nel 1958.
Racconta gli inutili sforzi dell’intelligence occidentale per verificare se uno scienziato, rilasciato dai sovietici dopo essere rimasto quattro mesi nelle loro mani, sia effettivamente chi dichiara di essere, oppure sia stato sostituito da una spia.
Dall'opera è stato tratto il film Who? - L'uomo dai due volti (Who?) del 1974 per la regia di Jack Gold.

## Storia editoriale
L'ispirazione per la storia venne a Budrys nella redazione della rivista di fantascienza Fantastic Universe alla quale stava collaborando. Quando vide la copertina di un numero della rivista, un'illustrazione di Kelly Freas raffigurante un uomo con una sigaretta in mano, il volto coperto da una maschera metallica e un braccio meccanico, ebbe l'idea di scrivere una breve storia, ambientata sulla Luna, con protagonista uno scienziato intrappolato in un corpo di cyborg. Il racconto, dieci pagine, fu pubblicato nell'aprile del 1955 con il titolo Who? . Sei mesi dopo riprese l'idea e la sviluppò in un'opera di più ampio respiro, ambientata su una Terra alternativa, nel periodo della guerra fredda.
Il romanzo fu pubblicato nel 1958, tre anni dopo l'uscita dell'originario racconto di cui mantenne il titolo: Who?

## Trama
(Algis Budrys, Incognita uomo)
La vicenda è ambientata circa trent’anni nel futuro rispetto al momento della stesura, durante un'ipotetica guerra fredda che si sarebbe protratta fino agli anni ottanta del Novecento. Le tensioni politiche si stanno trascinando da oltre quaranta anni. L'Europa è stata divisa in due aree di influenza: la Zona socialista sovietica da una parte e gli Alleati dall'altra. Lucas Martino è un affermato scienziato incaricato di portare a buon fine un progetto segreto denominato K-88. Da tempo i sovietici e in particolare il colonnello Anastas Azarin, stanno tentando di rapire lo studioso; l'occasione arriva quando un grave incidente provoca una devastante esplosione nel laboratorio dove si stanno svolgendo dei test per il progetto K-88. Martino viene soccorso tempestivamente dai sovietici, accorsi sul luogo dell'incidente posto al confine tra le due zone d'influenza, ma è ferito quasi mortalmente, dilaniato dall'esplosione. Viene ricoverato in un ospedale per quattro mesi durante i quali innovative tecniche mediche, coordinate dal dottor Kothu, gli salvano la vita ma il suo aspetto è oramai irriconoscibile. Durante la degenza gli vengono impiantati organi e arti artificiali e contemporaneamente viene sottoposto a pressanti interrogatori da parte del colonnello Anastas Azarin, elemento di spicco dei servizi segreti sovietici.
Gli alleati premono per il rilascio di Martino e la diplomazia si attiva massicciamente fino a quando Anastas Azarin si vede costretto a far rilasciare lo scienziato, dopo un fallito tentativo di sostituire l'uomo, oramai irriconoscibile, con una spia. Martino viene liberato ma gli alleati non riescono ad avere conferma dell'effettiva identità dell'uomo rilasciato. Nonostante l'impegno di Shawn Rogers, dirigente dei servizi occidentali, esperto e testardo, permangono dubbi che i sovietici possano aver sostituito lo scienziato con un agente nemico. Il dilemma di Rogers non si scioglie, e gli Alleati non possono stabilire con assoluta certezza se l’uomo di metallo sia Martino oppure Heywood, scomparso in circostanze dubbie mentre attraversava in volo l’Atlantico.
A Martino non viene concessa la fiducia necessaria per riprendere il progetto K-88 e lo scienziato si ritira a vita privata, non prima di aver ripercorso gli anni della giovinezza, narrati in un susseguirsi di flash back e di aver incontrato figure chiave della sua gioventù. A New York, Martino si rimette in contatto con la ragazza che frequentava prima dell’università, Edith Chester, che ora è vedova e ha una bambina; lei sembra disposta a accoglierlo, ma lui si deve confrontare con l'impossibilità di recuperare il passato. Cerca anche di mettersi i contatto con il professor Starke, ex insegnante e mentore che per primo riconobbe il suo talento. Il professore non può dare per certo di averlo riconosciuto. A Martino non viene concessa la fiducia necessaria per riprendere il lavoro. Il progetto K-88 viene annullato e lo scienziato si ritira a vita privata.

## Personaggi
Lucas Antony MartinoNato a Milan, località nel nord del New Jersey. Scienziato affermato e impegnato in un progetto segreto, rimane gravemente ferito durante un esperimento a causa dell'esplosione accidentale del laboratorio. Soccorso tempestivamente dai sovietici, accorsi sul luogo dell'incidente posto al confine tra le due zone d'influenza, viene ricoverato in ospedale per quattro mesi. Durante la degenza gli vengono impiantati organi e arti artificiali che lo rendono irriconoscibile e sottoposto a interrogatori da parte dei sovietici.
Shawn RogersTrentasettenne, esperto dirigente dei servizi segreti alleati, incaricato della sorveglianza di Martino e di rivelarne l'effettiva identità.
Anastas AzarinColonnello sovietico, di origini contadine e salito rapidamente ai vertici dei servizi segreti grazie alla sua perizia e intelligenza. Prende in carico il caso Martino, sperando di ottenere dallo scienziato informazioni sul progetto K-88.
Barbara CostaDiciottenne, cameriera in un bar e collega di Martino molti anni prima che l'uomo divenisse uno scienziato affermato. Il protagonista pensa di essersi innamorato di lei.
Francis HeywoodCompagno d'università di Martino, assoldato dai servizi segreti sovietici per sostituirsi a Martino, perde la vita durante il tentativo di esfiltrazione dagli Stati Uniti.
Edith ChesterL'ex fidanzata di Martino quando, appena diciottenne, aveva deciso di iscriversi all'università.
Edmun StarkeAnziano ex professore di Martino ai tempi dell'università.
Dottor KothuMedico sovietico, incaricato da Azarin di prendersi cura del moribondo Martino e di salvargli la vita sostituendogli gli organi e gli arti distrutti nell'incidente, con protesi e impianti artificiali.

## Opere derivate
Dal romanzo il regista Jack Gold nel 1974 ha tratto il film Who? - L'uomo dai due volti che nella prima uscita ha mantenuto lo stesso titolo dell'opera letteraria (Who?) e successivamente ridistribuito per l'home video con i titoli The Man in the Steel Mask e Roboman. Tra gli attori protagonisti Elliott Gould, Trevor Howard e Joseph Bova.

## Edizioni
- (EN) Algis Budrys, Who?, 1ª ed., Pyramid Books, 1968,  p. 157.
- Algis Budrys, Incognita uomo, collana Galassia, traduzione di Luciano Torri, vol. 64, Casa Editrice La Tribuna, 1966,  p. 224.
- Algis Budrys, Incognita uomo pubblicato in  AA.VV., Spie nello spazio, collana Segretissimo Presenta, a cura di Remo Guerini, vol. 3, Arnoldo Mondadori Editore, 1977,  p. 512.
- Algis Budrys, Incognita uomo, collana I Classici di Urania, traduzione di Luciano Torri, vol. 135, Arnoldo Mondadori Editore, 1988,  p. 176.